# Santo Tomás de Castilla
Santo Tomás de Castilla, antes conocido como Matías de Gálvez, es una ciudad portuaria secundaria dentro del municipio de Puerto Barrios en el departamento de Izabal, Guatemala. Se encuentra en la Bahía de Amatique en el Golfo de Honduras y es administrativamente una parte del municipio de Puerto Barrios. Santo Tomás fue colonizada inicialmente por los belgas en el siglo XIX.

## Historia

### Conquista española
A mediados del siglo XVI los dominicos establecieron su control en la doctrina que establecieron en Xocolo, en la orilla del lago de Izabal. En 1574 fue la estación de paso más importante para las expediciones europeas en el interior. Xocolo se hizo tristemente célebre entre los misioneros dominicos por las prácticas de brujería de sus habitantes. Siguió siendo una importante estación de paso europea hasta finales de 1630, aunque fue abandonada en 1631.
En 1598, Alfonso Criado de Castilla fue nombrado gobernador de la Capitanía General de Guatemala. Debido al mal estado de Puerto Caballos, en la costa de Honduras y su exposición a repetidos ataques de los piratas, envió un navío piloto para explorar el lago de Izabal. Como resultado de la exploración y después de que se le concedió el permiso real, Criado de Castilla ordenó la construcción de un nuevo puerto, llamado Santo Tomás de Castilla, en un lugar favorable en la Bahía de Amatique, cerca del lago. Desde luego comenzó la construcción de una carretera desde el puerto hasta la nueva capital de la colonia, situada en Antigua Guatemala, siguiendo el curso del valle del Motagua hacia las tierras altas. Los guías indígenas que exploraron la ruta desde las tierras altas no quisieron seguir río abajo, más allá de tres leguas por debajo de Quiriguá, por la hostilidad de los toqueguas que vivían en esta zona.
En abril de 1604, los líderes de Xocolo y Amatique, respaldados por la amenaza de represalias españolas, lograron convencer a una comunidad de ciento noventa toqueguas de reasentarse en la costa de Amatique. El nuevo asentamiento de inmediato sufrió una caída en la población y, aunque algunas fuentes reportaban su extinción antes de 1613, los frailes mercedarios siguieron atendiendo a los toqueguas de Amatique en 1625. En 1628, los poblados de los choles manche fueron puestos bajo la administración del gobernador de Verapaz, con Francisco Morán como su jefe eclesiástico. Morán favorecía un enfoque más robusto para la conversión de los manche y ordenó el ingreso de soldados españoles para proteger la región contra los ataques de los Itzá en el norte. Sin embargo, el establecimiento de la nueva guarnición española, en un área que antes no había visto una fuerte presencia militar española, provocó una rebelión de los manches y fue seguido por el abandono de los asentamientos indígenas.
En 1699, los toqueguas habían dejado de existir como pueblo, debido a la combinación de una elevada mortalidad y los matrimonios mixtos con los indígenas de Amatique. En esta época los españoles decidieron iniciar la reducción de las poblaciones mopanes independentes (o «salvaje» desde el punto de vista español) que vivían al norte del lago de Izabal. En aquel tiempo, la orilla norte del lago, aunque fértil, estaba largamente despoblada. Por lo tanto, los españoles planeaban traer los mopanes de la selva en el norte hacia una zona donde sería más fácil controlarlos.
Durante la campaña para conquistar el reino itzá en el Petén, los españoles también mandaron expediciones para hostigar y reasentar los mopanes al norte del Lago de Izabal y los choles en los bosques al este de Amatique. Fueron reasentados en la doctrina de San Antonio de las Bodegas a cargo de los Dominicos en la orilla sur del lago y en la reducción colonial de San Pedro de Amatique. En la segunda mitad del siglo XVIII la población indígena de estos pueblos había desaparecido. Los habitantes de la zona estaban únicamente compuestos de españoles, mulatos y otros de raza mixta, todos asociados con el Castillo de San Felipe, la fortaleza que guardaba la entrada al lago de Izabal. La principal causa de la drástica despoblación del lago de Izabal y del delta del Motagua fueron las constantes incursiones en busca de esclavos por parte de los zambos mosquitos de la costa del Caribe, las cuales acabaron con la población maya de la región y con los mayas capturados siendo vendidos como esclavos en la colonia británica de Jamaica.

### Colonización de 1844
En 1844, el distrito de Santo Tomás de Castilla fue colonizado por la Comunidad de la Unión, patrocinada por la Compañía Belga de Colonización; el gobierno de Rafael Carrera había concedido el distrito de Santo Tomás a dicha compañía por medio del decreto de la Asamblea Constituyente de Guatemala, el 4 de mayo de 1843.

### Gobierno de Jacobo Árbenz
A fin de establecer la infraestructura física indispensable para viabilizar el desarrollo capitalista «independiente» y nacional, que permitiese deshacerse de la dependencia extrema de los Estados Unidos de América y rompiese los monopolios norteamericanos que operaban en el país. Básicamente, los de la economía del enclave bananero comenzaron la planificación e inicio de la construcción de la carretera al Atlántico, la cual tenía por objeto competir en el mercado con el monopolio en los transportes terrestres ejercido por la United Fruit Company (UFCO), a través de una de sus subsidiarias, la International Railways of Central America (IRCA) y que tenían la concesión desde 1904, cuando se las otorgó el entonces presidente Manuel Estrada Cabrera. La construcción de la carretera al Atlántico se inició por parte del Departamento de Caminos del Ministerio de Comunicaciones y Obras Públicas, colaborando el batallón de ingenieros del ejército en 1951. La forma planeada era construirla paralela a la línea férrea, en la medida de lo posible. La misma función competitiva ejercería la construcción y posterior funcionamiento de un Puerto Nacional en el Atlántico, Santo Tomás de Castilla, con Puerto Barrios, también propiedad del monopolio de Nueva Orleans, ya que la Gran Flota Blanca de la UFCO era la naviera mercante del enclave bananero, y tenía el monopolio del transporte de los productos de exportación e importación de Guatemala, utilizando la logística de las otras empresas coaligadas a la casa matriz.</ref>

## Puerto
El puerto Santo Tomás de Castilla, que lleva el mismo nombre, tiene una historia que data de 1604, fecha en que fue descubierto. Las nuevas instalaciones, fueron inauguradas el 13 de septiembre de 1955.
Después del Terremoto  de Guatemala de 1976, que había dañado gravemente el puerto de Puerto Barrios. Quedó como único puerto en el Caribe guatemalteco, hasta la rehabilitación de Puerto Barrios. Hoy en día es uno de los más activos en América Central y actualmente en expansión. El puerto está situado al lado de una zona de libre comercio, la Zona Libre de Industria y Comercio Santo Tomás de Castilla, llamada normalmente ZOLIC. El puerto actualmente emplea a 2.100 trabajadores. En 2004, 4,56 millones de toneladas de mercancías de comercio pasó por el puerto de 1.372 buques.

## Industria de cruceros
En 2004, Santo Tomás de Castilla comenzó a recibir buques de crucero. La terminal de cruceros es un gran impulso para la industria turística de Guatemala ya que cuatro buques de crucero, llevando en promedio a mil quinientos pasajeros cada uno, pueden atracar cómodamente en este puerto en un mes. El Aeropuerto de Puerto Barrios está siendo reformado para llevar pasajeros de los buques para excursiones de un día a Tikal u otros lugares en Guatemala. Los lugares de interés cercanos son: Río Dulce, Lago de Izabal, las ciudades de Puerto Barrios, Livingston y el Castillo de San Felipe, y las ruinas mayas de Quiriguá.

## Plazas fantasma y contratos colectivos lesivos
La junta directiva de la Empresa portuaria Santo Tomás de Castilla en Puerto Barrios, Izabal, hizo pública la nómina, el 28 de enero de 2016, revelando una situación muy parecida a la del Congreso. De acuerdo a la directiva de la empresa portuaria, el contrato del renglón 0-31, suscrito con el sindicato de trabajadores de dicha empresa es lesivo para los intereses del estado, pues además de salarios desproporcionados, existen anomalías por injerencia de funcionarios, plazas fantasma y costos adicionales.